# Astacilla axeli
Astacilla axeli is een pissebed uit de familie Arcturidae. De wetenschappelijke naam van de soort is voor het eerst geldig gepubliceerd in 1992 door Castelló.